# معركة بورودينو
معركة بورودينو (بالروسية: Бородинская битва, بارادينسكايا بيتفا) (بالفرنسية: Bataille de la Moskowa)‏ دارت رحاها بتاريخ 7 سبتمبر 1812 ما بين جيش نابليون بونابرت والجيش الإمبراطوري الروسي بقيادة الجنرال ميخائيل كوتوزوف، وهي إحدى أكبر معارك الغزو الفرنسي لروسيا التي نجم عنها خسارة 44,000 جندي روسي و35,000 جندي فرنسي ما بين قتيل وجريح وأسير، وقد قيل أنها كانت أكثر معارك الحروب النابليونية دمويةً بل ومن أكثر الحروب دموية في التاريخ البشري حتى ذلك الحين. وعلى الرغم من أن الفرنسيين انتصروا، إلا أن الروس تفاخروا بأنهم صمدوا في وجه نابليون ولم يعطوه الفرصة التي كان يحلم بها، بأن يقضي عليهم في معركة واحدة حاسمة. قال نابليون عن هذه المعركة: «إن أسوأ معركة خضتها في حياتي كانت تلك التي وقعت قرب موسكو. لقد أظهر الفرنسيون أنفسهم بمظهر مستحقي النصر، لكن الروس أظهروا أنفسهم بمظهر غير المقهورين».

## البداية
في عام 1805 دخل نابليون الحرب ضد أعظم ثلاث قوى أوروبية وهي: بريطانيا والنمسا وروسيا، فنجح في دحر النمسا وروسيا في معركة أوسترليتز، وتحدت روسيا إمبراطورية نابليون فهاجمها عام 1812.
وبدأت العلاقات بين روسيا وفرنسا تصل إلى أقصى درجات تدهورها في عام 1811 عندما طلب نابليون من قيصر روسيا ألكسندر الاول أن يحتفظ بجميع السفن الإنجليزية الراسية في المياه الروسية، والتي ترفع أعلاما محايدة ويمنعها من السفر. ولكن الكسندر الأول رفض طلب نابليون وزاد من تصعيد الخلاف معه، وأصدر مرسوما بتسهيل دخول السفن المحايدة إلى جميع الموانئ الروسية، وقام بفرض رسوم جمركية باهظة على المنتجات الفرنسية.
وفي 24 يونيو/حزيران عام 1812 أمر نابليون قواته بعبور نهر نيمان الروسي الواقع على الحدود مع بولندا، وبذلك بدأ حربه على روسيا والتي أطلق عليها لدى الروس فيما بعد«الحرب الوطنية عام 1812» لمشاركة الشعب فيها على نطاق واسع إلى جانب القوات النظامية. وحدثت موقعة حاسمة بين الجيشين الفرنسي والروسي في شهر سبتمبر/ أيلول عام 1812 بالقرب من قرية بورودينو الواقعة في ضواحي موسكو. وكان على رأس القوات الروسية القائد العسكري الروسي الكبير ميخائيل كوتوزوف. واتصفت تلك المعركة بالقساوة والشراسة من كلا الجانبين وعدد هائل من الخسائر في القوة البشرية. ولم ينجح أي طرف في الموقعة. لكن القائد كوتوزوف اتخذ على إثر المعركة قرارا بسحب قواته منها، وأتاح بذلك لنابليون فرصة الدخول لموسكو.
ولكن عندما دخل نابليون موسكو كان أهلها قد غادروها مدمرين إياها. وكان جيشه جائعا تعبا يعاني من برد الشتاء في روسيا، وتبين بتحليل أسنان جنوده الذين قتلوا هناك وعددهم 25 ألفا أنهم أصيبوا بمرض التيفوس وحمى الخنادق وهي أمراض تنتقل عن طريق القمل. واضطر ناليون بعد مرور عدة أشهر لاقامته في موسكو إلى مغادرتها. وقبل عودته إلى فرنسا وقعت عدة معارك بين القوات الفرنسية والروسية حيث انهزم نابليون وترك قواته فهرب.
وتعد الحملة التي قام بها نابليون على روسيا عام 1812 بداية النهاية لهذا القائد الكبير، حيث كان لها تأثيرا سلبيا عميقا على الجيش اسرى فرنسيون الفرنسي وكفاءته، كما أنها شهدت مقتل وإصابة مئات الآلاف من الجنود والمدنيين على حد سواء.